# (8592) Rubetra
(8592) Rubetra (1188 T-1) – planetoida z pasa głównego asteroid okrążająca Słońce w ciągu 3,39 lat w średniej odległości 2,26 au. Odkryta 25 marca 1971 roku.